# Grand Prix Korei Południowej 2011

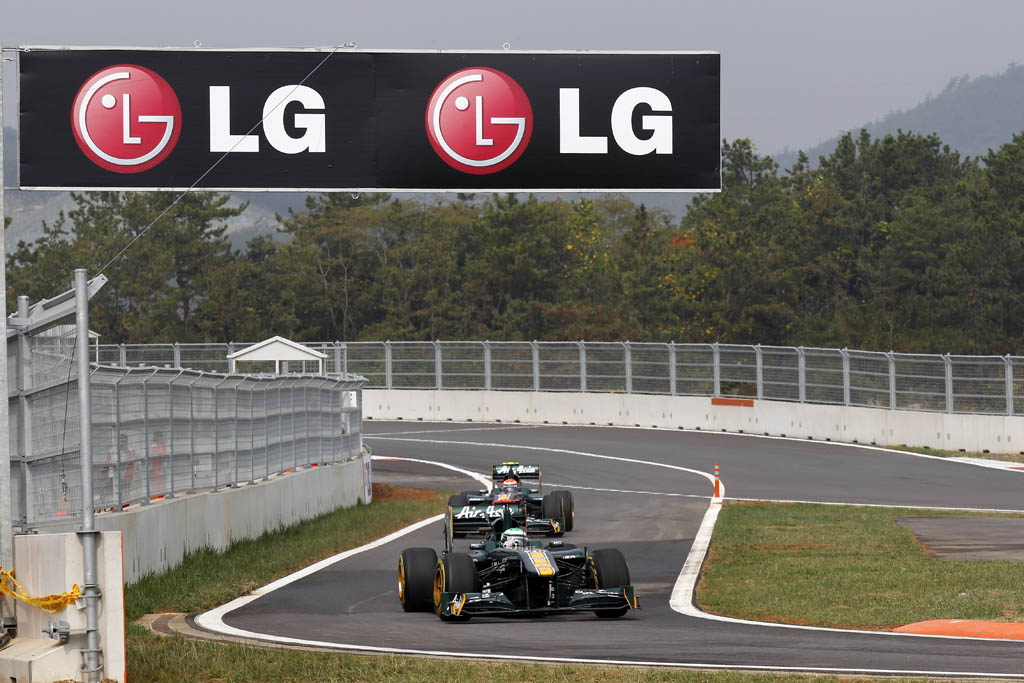
Kierowcy zespołu Lotus podczas Grand Prix Korei Południowej 2011

Grand Prix Korei Południowej (oficjalnie Korean Grand Prix 2011) – szesnasta runda Mistrzostw Świata Formuły 1 w sezonie 2011. Pierwsze GP po rozstrzygnięciu walki o tytuł w klasyfikacji kierowców wygranej przez Sebastiana Vettela podczas GP Japonii tydzień wcześniej.

## Lista startowa
Na niebieskim tle kierowcy biorący udział jedynie w piątkowym treningu
| Nr | Kierowca           | Zespół                       | Samochód            | Silnik                   | Opony |
| -- | ------------------ | ---------------------------- | ------------------- | ------------------------ | ----- |
| 1  | Sebastian Vettel   | Red Bull Racing              | Red Bull RB7        | Renault RS27-2011 2.4 V8 | P     |
| 2  | Mark Webber        | Red Bull Racing              | Red Bull RB7        | Renault RS27-2011 2.4 V8 | P     |
| 3  | Lewis Hamilton     | Vodafone McLaren Mercedes    | McLaren MP4-26      | Mercedes FO 108Y 2.4 V8  | P     |
| 4  | Jenson Button      | Vodafone McLaren Mercedes    | McLaren MP4-26      | Mercedes FO 108Y 2.4 V8  | P     |
| 5  | Fernando Alonso    | Scuderia Ferrari             | Ferrari 150° Italia | Ferrari 056 2.4 V8       | P     |
| 6  | Felipe Massa       | Scuderia Ferrari             | Ferrari 150° Italia | Ferrari 056 2.4 V8       | P     |
| 7  | Michael Schumacher | Mercedes GP Petronas F1 Team | Mercedes MGP W02    | Mercedes FO 108Y 2.4 V8  | P     |
| 8  | Nico Rosberg       | Mercedes GP Petronas F1 Team | Mercedes MGP W02    | Mercedes FO 108Y 2.4 V8  | P     |
| 9  | Bruno Senna        | Lotus Renault GP             | Renault R31         | Renault RS27-2011 2.4 V8 | P     |
| 10 | Witalij Pietrow    | Lotus Renault GP             | Renault R31         | Renault RS27-2011 2.4 V8 | P     |
| 11 | Rubens Barrichello | AT&T Williams                | Williams FW33       | Cosworth CA2011 2.4 V8   | P     |
| 12 | Pastor Maldonado   | AT&T Williams                | Williams FW33       | Cosworth CA2011 2.4 V8   | P     |
| 14 | Adrian Sutil       | Force India F1 Team          | Force India VJM04   | Mercedes FO 108Y 2.4 V8  | P     |
| 15 | Paul di Resta      | Force India F1 Team          | Force India VJM04   | Mercedes FO 108Y 2.4 V8  | P     |
| 16 | Kamui Kobayashi    | Sauber F1 Team               | Sauber C30          | Ferrari 056 2.4 V8       | P     |
| 17 | Sergio Pérez       | Sauber F1 Team               | Sauber C30          | Ferrari 056 2.4 V8       | P     |
| 18 | Sébastien Buemi    | Scuderia Toro Rosso          | Toro Rosso STR6     | Ferrari 056 2.4 V8       | P     |
| 19 | Jaime Alguersuari  | Scuderia Toro Rosso          | Toro Rosso STR6     | Ferrari 056 2.4 V8       | P     |
| 19 | Jean-Éric Vergne   | Scuderia Toro Rosso          | Toro Rosso STR6     | Ferrari 056 2.4 V8       | P     |
| 20 | Heikki Kovalainen  | Team Lotus                   | Lotus T128          | Renault RS27-2011 2.4 V8 | P     |
| 21 | Jarno Trulli       | Team Lotus                   | Lotus T128          | Renault RS27-2011 2.4 V8 | P     |
| 21 | Karun Chandhok     | Team Lotus                   | Lotus T128          | Renault RS27-2011 2.4 V8 | P     |
| 22 | Daniel Ricciardo   | HRT Formula One Team         | HRT F111            | Cosworth CA2011 2.4 V8   | P     |
| 23 | Vitantonio Liuzzi  | HRT Formula One Team         | HRT F111            | Cosworth CA2011 2.4 V8   | P     |
| 23 | Narain Karthikeyan | HRT Formula One Team         | HRT F111            | Cosworth CA2011 2.4 V8   | P     |
| 24 | Timo Glock         | Marussia Virgin Racing       | Virgin MVR-02       | Cosworth CA2011 2.4 V8   | P     |
| 25 | Jérôme d’Ambrosio  | Marussia Virgin Racing       | Virgin MVR-02       | Cosworth CA2011 2.4 V8   | P     |
| Nr | Kierowca           | Zespół                       | Samochód            | Silnik                   | Opony |

## Wyniki

### Sesje treningowe
| Sesja | Nr | Kierowca           | Konstruktor      | Czas     | Okr. |
| ----- | -- | ------------------ | ---------------- | -------- | ---- |
| 1     | 7  | Michael Schumacher | Mercedes         | 2:02,784 | 10   |
| 2     | 3  | Lewis Hamilton     | McLaren-Mercedes | 1:50,828 | 26   |
| 3     | 4  | Jenson Button      | McLaren-Mercedes | 1:36,910 | 18   |

### Kwalifikacje
Źródło: Wyprzedź Mnie!
| Poz. | Nr | Kierowca           | Konstruktor          | Q1       | Q2       | Q3       | Poz. s. |
| --- | --- | ------------------ | -------------------- | -------- | -------- | -------- | ------- |
| 1 | 3 | Lewis Hamilton     | McLaren-Mercedes     | 1:37,525 | 1:36,526 | 1:35,820 | 1       |
| 2 | 1 | Sebastian Vettel   | Red Bull-Renault     | 1:39,093 | 1:37,285 | 1:36,042 | 2       |
| 3 | 4 | Jenson Button      | McLaren-Mercedes     | 1:37,929 | 1:37,302 | 1:36,126 | 3       |
| 4 | 2 | Mark Webber        | Red Bull-Renault     | 1:39,071 | 1:37,292 | 1:36,468 | 4       |
| 5 | 6 | Felipe Massa       | Ferrari              | 1:38,670 | 1:37,313 | 1:36,831 | 5       |
| 6 | 5 | Fernando Alonso    | Ferrari              | 1:38,393 | 1:37,352 | 1:36,980 | 6       |
| 7 | 8 | Nico Rosberg       | Mercedes             | 1:38,426 | 1:37,892 | 1:37,754 | 7       |
| 8 | 10 | Witalij Pietrow    | Renault              | 1:38,378 | 1:38,186 | 1:38,124 | 8       |
| 9 | 15 | Paul di Resta      | Force India-Mercedes | 1:38,549 | 1:38,254 | –        | 9       |
| 10 | 14 | Adrian Sutil       | Force India-Mercedes | 1:38,789 | 1:38,219 | –        | 10      |
| 11 | 19 | Jaime Alguersuari  | Toro Rosso-Ferrari   | 1:39,392 | 1:38,315 | –        | 11      |
| 12 | 7 | Michael Schumacher | Mercedes-Cosworth    | 1:38,502 | 1:38,354 | –        | 12      |
| 13 | 18 | Sébastien Buemi    | Toro Rosso-Ferrari   | 1:39,352 | 1:38,508 | –        | 13      |
| 14 | 16 | Kamui Kobayashi    | Sauber-Ferrari       | 1:39,464 | 1:38,775 | –        | 14      |
| 15 | 10 | Bruno Senna        | Renault              | 1:39,316 | 1:38,791 | –        | 15      |
| 16 | 12 | Pastor Maldonado   | Williams-Cosworth    | 1:39,436 | 1:39,189 | –        | 16      |
| 17 | 17 | Sergio Pérez       | Sauber-Ferrari       | 1:39,097 | 1:39,443 | –        | 17      |
| 18 | 11 | Rubens Barrichello | Williams-Cosworth    | 1:39,538 | –        | –        | 18      |
| 19 | 20 | Heikki Kovalainen  | Lotus-Renault        | 1:40,522 | –        | –        | 19      |
| 20 | 21 | Jarno Trulli       | Lotus-Renault        | 1:41,101 | –        | –        | 20      |
| 21 | 24 | Timo Glock         | Virgin-Cosworth      | 1:42,091 | –        | –        | 21      |
| 22 | 25 | Jérôme d’Ambrosio  | Virgin-Cosworth      | 1:43,483 | –        | –        | 22      |
| 23 | 23 | Vitantonio Liuzzi  | HRT-Cosworth         | 1:43,758 | –        | –        | 23      |
| | 22 | Daniel Ricciardo   | HRT-Cosworth         | –        | –        | –        | 24      |
| Poz. | Nr | Kierowca           | Konstruktor          | Q1       | Q2       | Q3       | Poz. s. |
| \| Legenda \| Legenda \| \| ------------------------ \| ---------------------------------------------------------------------------------------------------------------------------------------------------------------------------------------------------------------------------------------------------------------- \| \| Poz. Nr Q1 Q2 Q3 Poz. s. \| Pozycja zajęta w sesji kwalifikacyjnej Numer startowy kierowcy Wynik uzyskany w pierwszej części kwalifikacji Wynik uzyskany w drugiej części kwalifikacji Wynik uzyskany w trzeciej części kwalifikacji Pozycja startowa po uwzględnięniu kar, przesunięć, itp. \| | |                    |                      |          |          |          |         |
| Legenda | |                    |                      |          |          |          |         |
| Poz. Nr Q1 Q2 Q3 Poz. s. | Pozycja zajęta w sesji kwalifikacyjnej Numer startowy kierowcy Wynik uzyskany w pierwszej części kwalifikacji Wynik uzyskany w drugiej części kwalifikacji Wynik uzyskany w trzeciej części kwalifikacji Pozycja startowa po uwzględnięniu kar, przesunięć, itp. |                    |                      |          |          |          |         |

### Wyścig
Źródło: Wyprzedź Mnie!
| P                 | + / – | Nr | Kierowca           | Konstruktor          | Okr. | Czas / Strata    | Komentarz              |
| ----------------- | ----- | -- | ------------------ | -------------------- | ---- | ---------------- | ---------------------- |
| 1                 | 1     | 1  | Sebastian Vettel   | Red Bull-Renault     | 55   | 1h38m01,994      |                        |
| 2                 | 1     | 3  | Lewis Hamilton     | McLaren-Mercedes     | 55   | +0:12,019        |                        |
| 3                 | 1     | 2  | Mark Webber        | Red Bull-Renault     | 55   | +0:12,477        |                        |
| 4                 | 1     | 4  | Jenson Button      | McLaren-Mercedes     | 55   | +0:14,694        |                        |
| 5                 | 1     | 5  | Fernando Alonso    | Ferrari              | 55   | +0:15,689        |                        |
| 6                 | 1     | 6  | Felipe Massa       | Ferrari              | 55   | +0:25,133        |                        |
| 7                 | 4     | 19 | Jaime Alguersuari  | Toro Rosso-Ferrari   | 55   | +0:49,538        |                        |
| 8                 | 1     | 8  | Nico Rosberg       | Mercedes             | 55   | +0:54,053        |                        |
| 9                 | 4     | 18 | Sébastien Buemi    | Toro Rosso-Ferrari   | 55   | +1:02,762        |                        |
| 10                | 1     | 15 | Paul di Resta      | Force India-Mercedes | 55   | +1:08,602        |                        |
| 11                | 1     | 14 | Adrian Sutil       | Force India-Mercedes | 55   | +1:11,229        |                        |
| 12                | 6     | 11 | Rubens Barrichello | Williams-Cosworth    | 55   | +1:33,068        |                        |
| 13                | 2     | 9  | Bruno Senna        | Renault              | 54   | +1 okr.          |                        |
| 14                | 5     | 20 | Heikki Kovalainen  | Lotus-Renault        | 54   | +1 okr. (01,924) |                        |
| 15                | 1     | 16 | Kamui Kobayashi    | Sauber-Ferrari       | 54   | +1 okr. (13,136) |                        |
| 16                | 1     | 17 | Sergio Pérez       | Sauber-Ferrari       | 54   | +1 okr. (00,390) |                        |
| 17                | 3     | 21 | Jarno Trulli       | Lotus-Renault        | 54   | +1 okr. (21,763) |                        |
| 18                | 3     | 24 | Timo Glock         | Virgin-Cosworth      | 54   | +1 okr. (39,399) |                        |
| 19                | 5     | 22 | Daniel Ricciardo   | HRT-Cosworth         | 54   | +1 okr. (08,918) |                        |
| 20                | 2     | 25 | Jérôme d’Ambrosio  | Virgin-Cosworth      | 54   | +1 okr. (02,432) |                        |
| 21                | 2     | 23 | Vitantonio Liuzzi  | HRT-Cosworth         | 52   | +3 okr.          |                        |
| Niesklasyfikowani |       |    |                    |                      |      |                  |                        |
|                   |       | 12 | Pastor Maldonado   | Williams-Cosworth    | 30   |                  | silnik                 |
|                   |       | 10 | Witalij Pietrow    | Renault              | 16   |                  | kolizja z Schumacherem |
|                   |       | 7  | Michael Schumacher | Mercedes             | 15   |                  | kolizja z Pietrowem    |
| P                 | + / – | Nr | Kierowca           | Konstruktor          | Okr. | Czas / Strata    | Komentarz              |

### Najszybsze okrążenie
Źródło: Wyprzedź Mnie!
| Nr | Kierowca         | Konstruktor      | Czas     | Okr. |
| -- | ---------------- | ---------------- | -------- | ---- |
| 1  | Sebastian Vettel | Red Bull-Renault | 1:39,605 | 55   |

## Prowadzenie w wyścigu
| Nr                              | Kierowca         | Okrążenia   | Suma |
| ------------------------------- | ---------------- | ----------- | ---- |
| 1                               | Sebastian Vettel | 1-34, 36-55 | 53   |
| 5                               | Fernando Alonso  | 34-36       | 2    |
| \| Wykres \| \| ------ \| \| \| |                  |             |      |
| Wykres                          |                  |             |      |
|                                 |                  |             |      |

## Klasyfikacja po wyścigu

### Kierowcy
| P  | +/− | Kierowca           | Starty | Punkty | P1 | P2 | P3 | PP | NO | NS |
| -- | --- | ------------------ | ------ | ------ | -- | -- | -- | -- | -- | -- |
| 1  | 0   | Sebastian Vettel   | 16     | 349    | 10 | 4  | 1  | 12 | 2  | –  |
| 2  | 0   | Jenson Button      | 16     | 222    | 3  | 3  | 3  | –  | 3  | 2  |
| 3  | 0   | Fernando Alonso    | 16     | 212    | 1  | 4  | 3  | –  | 1  | 1  |
| 4  | 0   | Mark Webber        | 16     | 209    | –  | 2  | 7  | 3  | 5  | 1  |
| 5  | 0   | Lewis Hamilton     | 16     | 196    | 2  | 3  | –  | 1  | 3  | 2  |
| 6  | 0   | Felipe Massa       | 16     | 98     | –  | –  | –  | –  | 2  | 2  |
| 7  | 0   | Nico Rosberg       | 16     | 67     | –  | –  | –  | –  | –  | 2  |
| 8  | 0   | Michael Schumacher | 16     | 60     | –  | –  | –  | –  | –  | 5  |
| 9  | 0   | Witalij Pietrow    | 16     | 36     | –  | –  | 1  | –  | –  | 3  |
| 10 | 0   | Nick Heidfeld      | 11     | 34     | –  | –  | 1  | –  | –  | 3  |
| 11 | 0   | Adrian Sutil       | 16     | 28     | –  | –  | –  | –  | –  | 2  |
| 12 | 0   | Kamui Kobayashi    | 16     | 27     | –  | –  | –  | –  | –  | 3  |
| 13 | +1  | Jaime Alguersuari  | 16     | 22     | –  | –  | –  | –  | –  | 3  |
| 14 | −1  | Paul di Resta      | 16     | 21     | –  | –  | –  | –  | –  | 1  |
| 15 | 0   | Sébastien Buemi    | 16     | 15     | –  | –  | –  | –  | –  | 3  |
| 16 | 0   | Sergio Pérez       | 14     | 13     | –  | –  | –  | –  | –  | 4  |
| 17 | 0   | Rubens Barrichello | 16     | 4      | –  | –  | –  | –  | –  | 3  |
| 18 | 0   | Bruno Senna        | 5      | 2      | –  | –  | –  | –  | –  | –  |
| 19 | 0   | Pastor Maldonado   | 16     | 1      | –  | –  | –  | –  | –  | 3  |
| 20 | 0   | Pedro de la Rosa   | 1      | 0      | –  | –  | –  | –  | –  | –  |
| 21 | 0   | Jarno Trulli       | 14     | 0      | –  | –  | –  | –  | –  | 4  |
| 22 | 0   | Heikki Kovalainen  | 16     | 0      | –  | –  | –  | –  | –  | 5  |
| 23 | 0   | Vitantonio Liuzzi  | 15     | 0      | –  | –  | –  | –  | –  | 4  |
| 24 | 0   | Jérôme d’Ambrosio  | 16     | 0      | –  | –  | –  | –  | –  | 2  |
| 25 | 0   | Timo Glock         | 15     | 0      | –  | –  | –  | –  | –  | 3  |
| 26 | 0   | Narain Karthikeyan | 7      | 0      | –  | –  | –  | –  | –  | 1  |
| 27 | 0   | Daniel Ricciardo   | 8      | 0      | –  | –  | –  | –  | –  | 2  |
| 28 | 0   | Karun Chandhok     | 1      | 0      | –  | –  | –  | –  | –  | –  |
| P  | +/− | Kierowca           | Starty | Punkty | P1 | P2 | P3 | PP | NO | NS |

### Konstruktorzy
| P  | +/− | Konstruktor          | Starty | Punkty | P1 | P2 | P3 | PP | NO | NS |
| -- | --- | -------------------- | ------ | ------ | -- | -- | -- | -- | -- | -- |
| 1  | 0   | Red Bull-Renault     | 32     | 558    | 10 | 6  | 8  | 15 | 7  | 1  |
| 2  | 0   | McLaren-Mercedes     | 32     | 418    | 5  | 6  | 3  | 1  | 6  | 4  |
| 3  | 0   | Ferrari              | 32     | 310    | 1  | 4  | 3  | –  | 3  | 3  |
| 4  | 0   | Mercedes             | 32     | 127    | –  | –  | –  | –  | –  | 7  |
| 5  | 0   | Renault              | 32     | 72     | –  | –  | 2  | –  | –  | 6  |
| 6  | 0   | Force India-Mercedes | 32     | 49     | –  | –  | –  | –  | –  | 3  |
| 7  | 0   | Sauber-Ferrari       | 31     | 40     | –  | –  | –  | –  | –  | 6  |
| 8  | 0   | Toro Rosso-Ferrari   | 32     | 37     | –  | –  | –  | –  | –  | 6  |
| 9  | 0   | Williams-Cosworth    | 32     | 5      | –  | –  | –  | –  | –  | 7  |
| 10 | 0   | Lotus-Renault        | 32     | 0      | –  | –  | –  | –  | –  | 9  |
| 11 | 0   | HRT-Cosworth         | 30     | 0      | –  | –  | –  | –  | –  | 7  |
| 12 | 0   | Virgin-Cosworth      | 31     | 0      | –  | –  | –  | –  | –  | 4  |
| P  | +/− | Konstruktor          | Starty | Punkty | P1 | P2 | P3 | PP | NO | NS |